# Peter Carpelan
John Ove Peter Carpelan, född 9 juni 1959 i Jukkasjärvi församling i Norrbottens län, är en svensk moderat politiker.
Peter Carpelans yrkesbakgrund är som kammaråklagare vid Ekobrottsmyndigheten. Han är sedan 1999 tjänstledig. Han har en juris kandidatexamen från Stockholms universitet.
Mellan den 1 januari 1999 och 31 december 2014 var Carpelan kommunalråd och kommunstyrelsens ordförande i Ekerö kommun. Mellan oktober 2014 och oktober 2018 var han forsknings- och personallandstingsråd i Stockholms läns landsting.